# 靳少卿旧居
靳少卿旧居是英商新泰兴银行买办靳翼卿之子靳少卿在天津的旧居，该建筑始建于1917年，坐落于当时的天津英租界的广东道（Canton Road）（今和平区唐山道54号），目前是天津市和平区文物保护单位和重点保护等级历史风貌建筑。

## 建筑风格
靳少卿旧居东接新华路，南沿唐山道，西临河北路，北抵营口道。建筑面积为1026平方米，为二层砖木结构楼房，局部为三层，建筑外立面装饰有方形水泥花饰，建筑首层中央为门厅，门厅两侧的立柱上面设有长方形带水泥护栏的阳台。阳台两侧设有坡顶角楼。二层的门窗之间装饰有壁柱。建筑顶层的坡顶出檐，中部装饰有大窗，两侧坡顶各设有一个天窗。